# Szabadka (časopis)
Szabadka (mađarsko ime za Suboticu) je bio tjednik koji je izlazio u Subotici. 
Izlazio je tjedno, u nedjelju. 
List je pisanjem zastupao interese svog grada Subotice, a poslije je raširio zemljopisni raspon područja čije je interese branio odnosno okrenuo se cijeloj Bačkoj županiji. Zastupao je interese županije u području gospodarstva, obrta, prosvjete i trgovine. 
Prvi urednik bio je Matija Antunović. Poslije njega uređivao ih je Josip Antunović. Nešto poslije za pomoćnika došao mu je Imre Balás. 
Szabadka se tiskala u Károlya Bittermanna.